# Mary Szybist
Mary Szybist (née le 20 septembre 1970) est une poétesse américaine. Elle remporte le National Book Award for Poetry pour son recueil Incarnadine en 2013.

## Biographie

### Enfance et formation
Elle grandit à Williamsport, en Pennsylvanie, dans la religion catholique,,.
Elle est titulaire d'un B.A en anglais du College of Arts & Sciences et d'un master en enseignement de la Curry School of Education de l'Université de Virginie. Elle est respectivement diplômée en 1992 et 1994,.
Elle est ensuite diplômée de l'Iowa Writers' Workshop en 1996,. Elle y est enseignante-rédactrice.

### Carrière
Son recueil Granted (Alice James Books, 2003) remporte le prix Beatrice Hawley 2003 d'Alice James Books et le prix 2004 des nouveaux écrivains de la Great Lakes Colleges Association Award 2004. Il est également finaliste pour le National Book Critics Circle Award in Poetry 2004. Dans un article sur les finalistes de la poésie du NBCCA, le Christian Science Monitor écrit :

« ...with her intelligence and understated grace, Szybist may become one of the best-known writers of her generation. »

Sa poésie apparaît ensuite dans Denver Quarterly, Colorado Review, AGNI, Virginia Quarterly Review, The Iowa Review, Poetry, Tin House, The Kenyon Review et The Best American Poetry 2008,,,.
En 2009, elle est récipiendaire d'une bourse du National Endowment for the Arts, d'une bourse de la Fondation Guggenheim, d'une bourse de la Fondation Rona Jaffe et d'une bourse Witter Bynner de la Bibliothèque du Congrès,,.
En 2012, elle reçoit son premier prix Pushcart qui sera suivi d'un deuxième,.
Incarnadine (Graywolf Press, 2013) reçoit le National Book Award for Poetry 2013. L'annonciation de Marie est un thème récurrent du recueil. Les juges du National Book Award qualifient Incarnadine de « livre religieux pour les non-croyants ».
Elle est ensuite soutenue par des résidences à la MacDowell Colony et au Bellagio Center de la Fondation Rockefeller à Bellagio, en Italie,.
En 2019, elle est lauréate du prix The George W. Hunt dans la catégorie Poésie. Elle reçoit le prix de 25 000 $ lors d'une cérémonie à la Catholic Imagination Conference de l'Université Loyola de Chicago.
Parallèlement, après avoir enseigné un temps au Kenyon College, à l'Université de l'Iowa, à la Tennessee Governor's School for Humanities, au Young Writers' Workshop de l'Université de Virginie et à la West High School d'Iowa City, elle est professeure agrégée d'anglais au Lewis & Clark College de Portland et membre du corps professoral du programme de maîtrise en beaux-arts pour écrivains du Warren Wilson College,,,,.

#### Thèmes
De nombreux poèmes évoquent la religion, notamment la scène de l'annonciation dans Incarnadine, où l'ange Gabriel dit à la vierge Marie qu'elle serait la mère de Jésus. Beaucoup interrogent également la foi et l'existence.

### Vie privée
Elle vit à Portland en Oregon.

## Honneurs et récompenses
- Lauréat 2019 du George W. Hunt, SJ, Prix du journalisme, des arts et des lettres[7]
- National Book Award for Poetry 2013[1]
- Bourse de recherche du National Endowment for the Arts Literature 2009[1],[3],[4]
- Bourse Witter Bynner 2009[1],[3],[4].
- Prix des nouveaux écrivains de la Great Lakes Colleges Association 2004[3]
- Finaliste du National Book Critics Circle Award 2003[1]
- Prix Béatrice Hawley 2002[10],[3]
- Prix des écrivains de la Fondation Rona Jaffe 1996[11],[12]
- Academy of American Poets Prize[12]

### Poésie
- Incarnadine: Poems, Graywolf Press, 17 décembre 2013 (ISBN 978-1-55597-330-8, lire en ligne)
- Granted, Alice James Books, 2003  (ISBN 9781882295371)